# بير آرنه فيرنر
بير آرنه فيرنر (بالنرويجية البوكمول: Per Arne Ferner)‏ هو عازف جاز وملحن نرويجي، ولد في 1985 في أوسلو في النرويج.

## وصلات خارجية
- الموقع الرسمي
- بير آرنه فيرنر على موقع ميوزك برينز (الإنجليزية)